# Sabag Holding

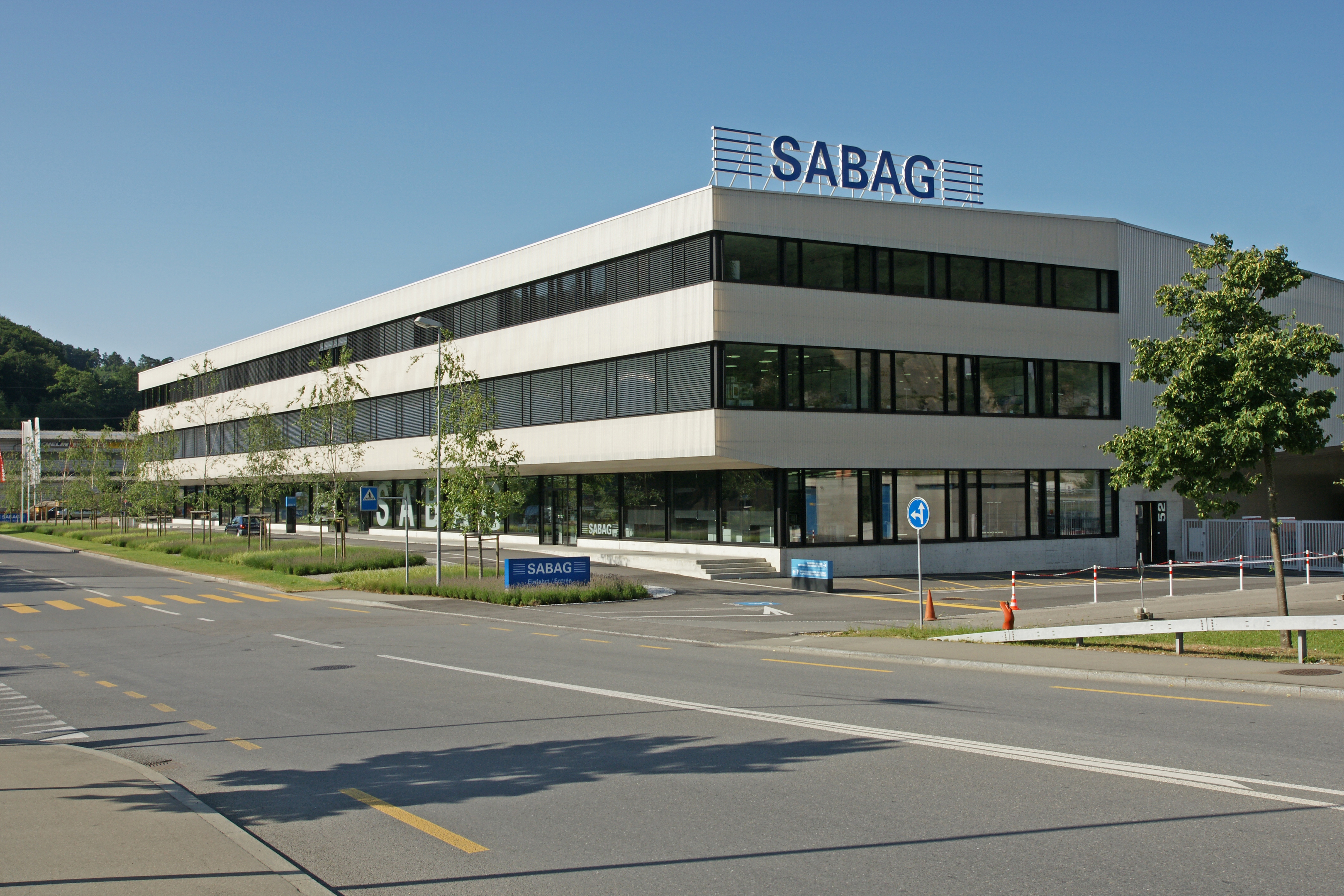
SABAG Holding mit Sitz in Biel/Bienne

Die Sabag Holding AG mit Sitz in Biel ist eine im Baufachhandel tätige Schweizer Unternehmensgruppe. Ihre Kernaktivitäten umfassen den Gross- und Detailhandel mit Baumaterial, Armierungsstahl, Sanitärartikeln, Keramik- und Natursteinplatten sowie die Produktion, den Vertrieb und die Montage von Küchen und Badezimmermöbeln. Das 1913 durch Otto Jordi gegründete Familienunternehmen beschäftigt über 1000 Mitarbeiter und verfügt in der Schweiz über 29 Ausstellungs-Standorte. 2006 erwirtschaftete die Sabag-Gruppe einen Umsatz von 358 Millionen Schweizer Franken.

## Geschichte

### 1913 bis 1948
Im Jahr 1913 gründete Otto Jordi die Baumaterial AG Biel. Er handelte mit Produkten für Bauhandwerker, die er ab Lager verkaufte und mit Pferdegespannen auf die Baustellen lieferte.
Mit Georges Schindelholz, einem Baumaterialhändler aus Delémont, beginnt 1925 die Partnerschaft und Gründung der Société Jurassienne de Matériaux de Construction, aus der sich die heutige Matériaux Sabag SA entwickelt hat. In den Jahren 1939–1948 traten die Söhne des Gründers, Hans und Peter Jordi, in das Unternehmen ein und arbeiteten in verschiedenen Bereichen. Nach dem Zweiten Weltkrieg unternahmen sie Geschäftsreisen in den USA und schlossen Import-Vereinbarungen für verschiedene Produkte für die Schweiz ab. SABAG führte die ersten vollautomatischen Waschmaschinen in der Schweiz ein.

### 1948 bis 1997
Im Rezessionsjahr 1974 entwarfen die Designer der Küchenfabrik das Badezimmermöbel-Programm SABELLA, das seither produziert, weiterentwickelt und von den SABAG-Unternehmen erfolgreich verkauft wird.
Gründung der SABAG Hägendorf AG und der SABAG Holding AG als Muttergesellschaft der Betriebsgesellschaften in Biel, Luzern, Delémont,
Lausanne und Hägendorf. In den 1970er Jahren traten die Söhne von Hans Jordi: Kurt, Ruedi und Hanspeter als Vertreter der 3. Generation in die Unternehmung ein.
Im Jahr 1997 erweitert die SABAG Biel-Bienne die Stahlaktivitäten mit der Übernahme der Stahlbiegerei des lokalen Mitbewerbers Marex und wird zur Marktführerin in der Region Biel und Berner Jura.

### Seit 1997
Im Jahr 2007 ereignete sich ein Meilenstein in der Geschichte – SABAG Biel/Bienne eröffnet in Biel-Bözingen einen ebenso futuristischen wie funktionalen Neubau. Das Gebäude besticht nicht nur durch das äussere Erscheinungsbild, sondern auch durch inspirierende Ausstellungen für Küchen, Bäder, keramische Platten und Holzprodukte auf 3000 m².
Die SABAG Biel/Bienne AG feiert ihr 100-jähriges Jubiläum im Jahr 2013. Im Jahr 2020 weiht man das Logistikzentrum Sanitär gleich neben dem Hauptsitz an der Renferstrasse in Biel ein. Im Oktober 2022 eröffnet die SABAG Romandie SA gemeinsam mit der SABAG Biel/Bienne AG eine neue Ausstellung in Crissier. Diese umfasst Küchen, Badezimmer sowie Wand- und Bodenbeläge. Die neue Ausstellung zeigt Wohnträume auf rund 700 m². Ergänzt wird sie durch einen Abholshop für Sanitärprofis.